# Трстеник (Росоман)
Трстеник (мкд. Трстеник) је насеље у Северној Македонији, у средишњем делу државе. Трстеник је насеље у оквиру општине Росоман.

## Географија
Трстеник је смештен у средишњем делу Северне Македоније. Од најближег већег града, Кавадараца, насеље је удаљено 15 km западно.
Насеље Трстеник се налази у историјској области Тиквеш. Село је смештено у долини Црне реке, притоке Вардара, у југозападном ободу Тиквешке котлине. Насеље је положено на приближно 150 метара надморске висине, на првим бреговима изнад реке.
Месна клима је измењена континентална са значајним утицајем Егејског мора (жарка лета).

## Становништво
Трстеник је према последњем попису из 2002. године имао 246 становника.
Већинско становништво у насељу су етнички Македонци (97%), а остало су Срби.
Претежна вероисповест месног становништва је православље.